# MotoGP (videogioco)
MotoGP è un videogioco sportivo per PlayStation 2, Microsoft Windows e Xbox sviluppato e pubblicato dalla Namco nel 2000. Primo capitolo della serie MotoGP, è basato sulla stagione 1999 della Classe 500 del motomondiale.
Nel gioco sono disponibili 32 motociclette (anche se alcune di queste devono essere sbloccate). I circuiti disponibili sono 5: Suzuka, Paul Ricard, Jerez, Donington, Motegi. In realtà nel 1999 non si gareggiò a Suzuka. Il gioco è composto da 54 Sfide.

## Team e moto disponibili
- Repsol Honda - Honda NSR 500
- Yamaha Team - Yamaha YZR 500
- Suzuki Grand Prix Team - Suzuki RGV-Gamma
- Antena3 Yamaha D'Antin - Yamaha YZR 500
- Aprilia Grand Prix Racing - Aprilia RSW-2 500
- Movistar Honda Pons - Honda NSR 500
- Kanemoto Honda - Honda NSR 500
- Red Bull Yamaha WCM - Yamaha YZR 500
- F.C.C. TSR - TSR AC50M
- Team Biland GP1 - Muz500
- Team Maxon TSR - TSR AC50M
- Proton KR Modenas - Modenas KR3

## Modalità di gioco
- Arcade
- Stagione
- Contro il Tempo
- Sfida
- Split-screen